# Carnera - The Walking Mountain
Carnera - The Walking Mountain è un film del 2008 diretto da Renzo Martinelli e prodotto da Riccardo Pintus, che ripercorre la vita del pugile italiano Primo Carnera.

## Trama
Il film narra la vita del campione di pugilato Primo Carnera, soprannominato la montagna che cammina per la sua mole fisica di oltre 2 metri di altezza. Primo Carnera nasce povero a Sequals ed è costretto ad emigrare in Francia da adolescente. Viene notato durante uno spettacolo di forza in un circo da un allenatore di boxe, che lo presenterà al manager Léon Sée. Il coraggio e la perseveranza lo portano alla vittoria del titolo mondiale. Il suo successo e la conquista del titolo mondiale lo trasformarono in un idolo e simbolo di riscatto per tutti gli italiani emigrati negli Stati Uniti.

## Distribuzione
Il film, che è stato proiettato in anteprima mondiale al Madison Square Garden a New York, è uscito nelle sale cinematografiche italiane il 9 maggio 2008. Successivamente il film è stato trasmesso in televisione da Canale 5 in due puntate il 15 e il 16 dicembre 2008, con il titolo Carnera - Il campione più grande.